# Sophronica aurescens
Sophronica aurescens är en skalbaggsart som beskrevs av Stefan von Breuning 1968. Sophronica aurescens ingår i släktet Sophronica och familjen långhorningar. Inga underarter finns listade i Catalogue of Life.